# Síndrome de Lázaro
Síndrome de Lázaro, também chamada autorresuscitação após ressuscitação cardiopulmonar fracassada  é o retorno espontâneo da circulação após tentativas frustradas de reanimação.
A sua ocorrência foi observada na literatura médica pelo menos 38 vezes desde 1982, ou 1 vez por ano. Também chamado de fenômeno Lázaro, vindo o nome da história bíblica de Lázaro, que foi ressuscitado por Jesus.
Ocorrências da síndrome são raras e as causas não são bem compreendidas. Uma teoria para o fenômeno  é o acumular da pressão no peito, como resultado da ressuscitação cardiopulmonar. O relaxamento da pressão após ter terminado os esforços de reanimação permitem que o coração se expanda, gerando impulsos elétricos do coração e reiniciando o batimento cardíaco. Outros fatores possíveis são hipercaliemia ou altas doses de adrenalina.
A síndrome de Lázaro já foi explorada no episódio 13x03 da aclamada série médica Grey's Anatomy.